# コミックデザイナー
コミックデザイナーとは、漫画を描くスキルに、広告を企画デザインするスキルを組み合わせ、広告などビジネス向けの漫画を制作する職業を指す。

## 概要
コミックデザイナーはグラフィックデザインのもつ視覚的効果や、マーケティングなど広告の訴求効果を踏まえたマンガを制作する。
通常、広告をはじめとするビジネス向けのマンガを描くには「マンガのノウハウ」に加えて「広告のノウハウ」が必要不可欠になる。ある程度のシナリオがあれば漫画家でも制作することは可能であるが、全く原稿がないところから作り上げるには、広告プランナーやデザイナーの持つノウハウが必要になる。
この全く原稿がないところから、ヒアリングとリサーチで漫画を作り上げていくスタイルが、コミックデザイナーの本質となる。